# Gare de Marseille-Saint-Charles
Pour les articles homonymes, voir Saint-Charles.
Ne doit pas être confondu avec Gare de Marseille-Blancarde.
La gare de Marseille-Saint-Charles est une gare ferroviaire française et la principale gare de l'agglomération de Marseille. Établie en cul-de-sac, elle a été construite sous la maîtrise d'œuvre de l'ingénieur en chef Gustave Desplaces. La gare est située sur le rebord d'un plateau proche du centre-ville, antérieurement occupé par des « campagnes », nom local donné aux propriétés rurales d'alors.
Des premiers bâtiments provisoires sont inaugurés le 8 janvier 1848 pour la Compagnie du chemin de fer d'Avignon à Marseille ; la gare « définitive » est terminée plusieurs années plus tard. Elle communique avec le centre-ville par un escalier monumental, construit en 1925 et officiellement inauguré en 1927.
La gare Saint-Charles est depuis longtemps un point de passage des voyageurs pour l'embarquement à destination de la Corse et de l'Afrique, jadis également du Moyen-Orient et de l'Asie, via le port de Marseille. Les voyageurs, arrivant principalement du nord de l'Europe, de Paris et de la Grande-Bretagne, peuvent effectuer une halte d'une nuit dans les nombreux hôtels édifiés sur le boulevard d'Athènes.
Le trafic de la gare passe de 7,1 millions de passagers annuels en 2000 à 17,1 millions en 2023.

## Situation ferroviaire
Gare en impasse et de bifurcation, Marseille-Saint-Charles est située au point kilométrique (PK) 862,125 de la ligne de Paris-Lyon à Marseille-Saint-Charles, et au PK 444,084 de la ligne de Lyon-Perrache à Marseille-Saint-Charles (via Grenoble). Elle est également l'origine de la ligne de Marseille-Saint-Charles à Vintimille (frontière) et de la courte ligne de Marseille-Saint-Charles à Marseille-Joliette ; cette dernière est désormais officiellement dénommée ligne de L'Estaque à Marseille-Saint-Charles. L'altitude de la gare est de 49 m.

## Histoire

### Les bâtiments originaux
La première gare fut construite en 1848 pour l'ouverture de la ligne PLM (Paris – Lyon – Marseille). La gare actuelle est bâtie de 1893 à 1896 par l'architecte Joseph-Antoine Bouvard. Sous forme d'un corps de bâtiments en U autour d'une grande verrière, elle surplombe la ville depuis le plateau Saint-Charles. Le long des quais, les bâtiments au nord accueillent les arrivées et ceux au sud les départs. En arrière, le long de l'actuel boulevard Voltaire, se situe une gare de marchandises qui est utilisée jusque dans les années 1990 par le Sernam. L'escalier monumental, reliant mieux la ville à sa gare alors isolée sur un plateau, est projeté en 1911. Réalisé en 1926, il est orné de sculptures sur les thèmes des colonies d'Afrique et d'Asie. À cette époque, un premier entresol est aménagé sous l'esplanade devant le bâtiment principal.

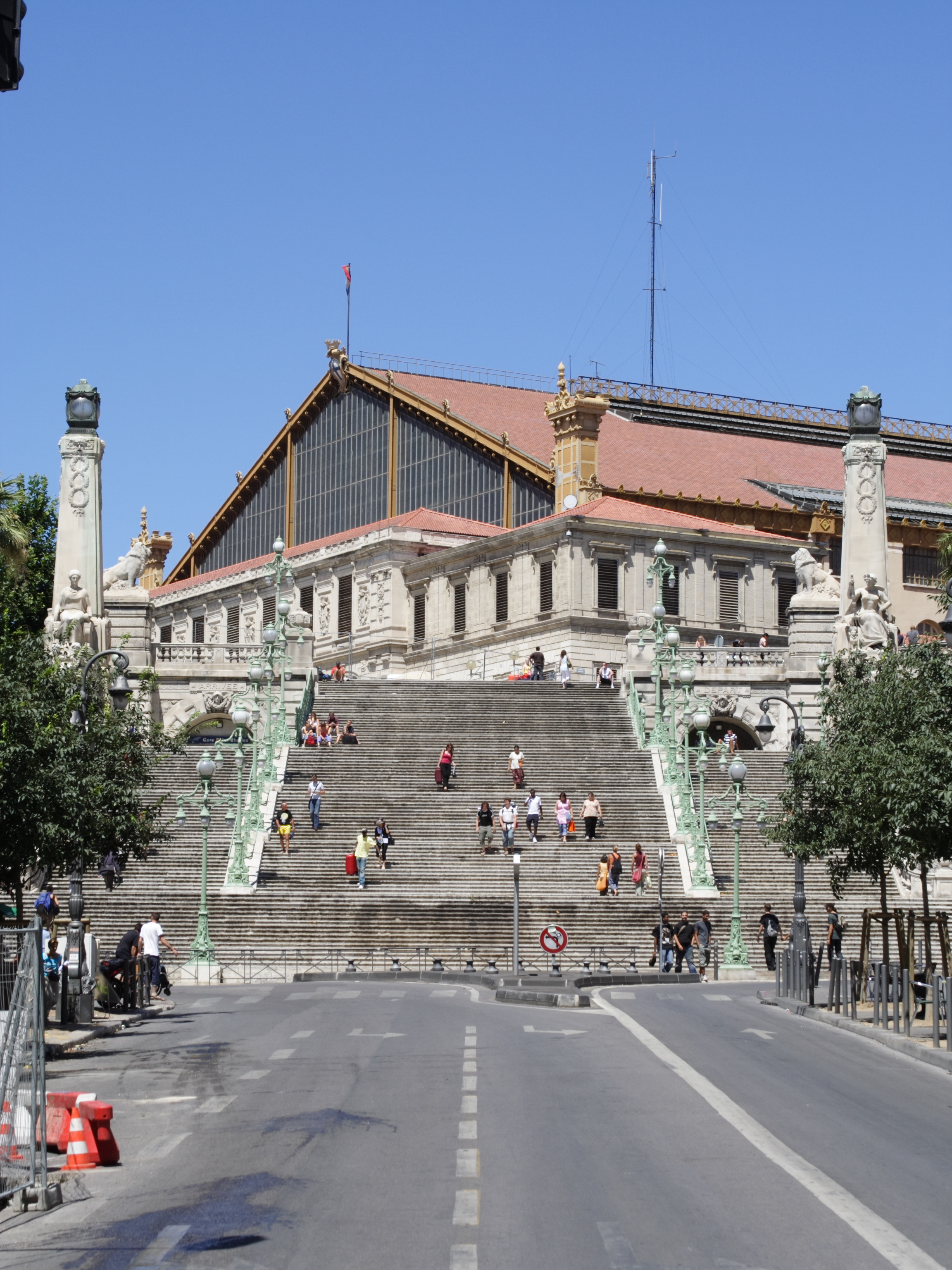
L'escalier monumental, vu depuis le boulevard d'Athènes.

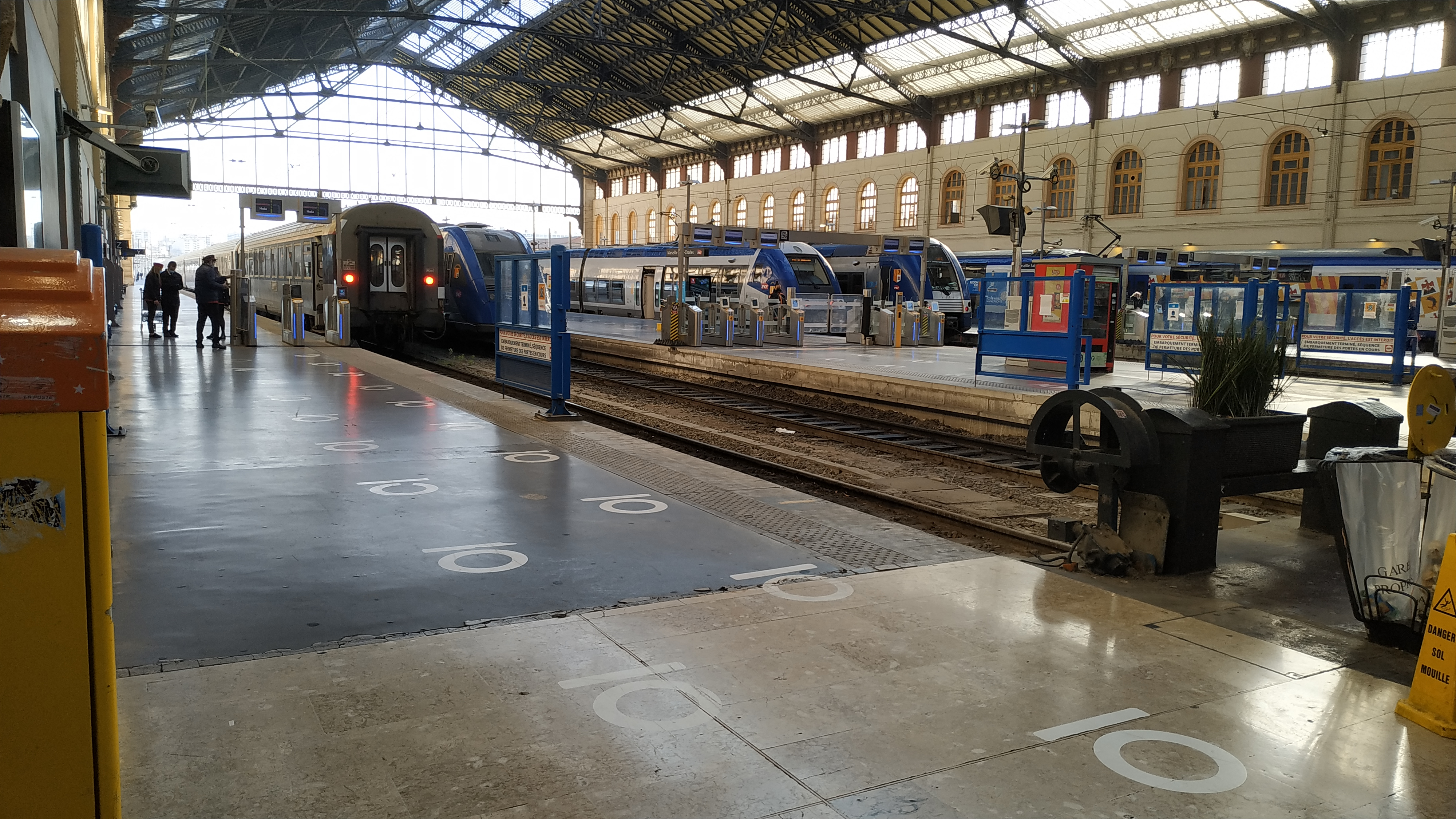
Grande Halle de la gare abritant les voies et les quais.

### Les agrandissements des années 1970 et 1980: une nouvelle envergure
Lors du premier agrandissement réalisé après la Seconde Guerre mondiale, les bâtiments nord sont détruits pour créer de nouveaux quais et un nouvel édifice est construit pour abriter la direction régionale de la Société nationale des chemins de fer français (SNCF). Un projet d'aménagement du quartier entier, incluant la démolition de la halle historique, est entamé mais interrompu par le choc pétrolier de 1973 : seule la première tranche des travaux sera construite, le nouveau bâtiment de la direction régionale, bâti sur des piliers placés à même les quais et surnommé par les cheminots « le camembert » à cause de ses courbes caractéristiques. L'entresol est progressivement aménagé pour accueillir, entre autres, la billetterie ; des parkings sont créés contre la butte au sud de la gare. L'esplanade est transformée en « dépose-minute » pour les autobus et les taxis. Jusque dans les années 1990, outre le « camembert » en « pile d'assiettes » de la direction régionale, la façade principale de la gare est sous un auvent métallique accueillant la sortie du métro.

### Les restructurations et requalifications depuis 1990: une nouvelle gare pour un quartier en mutation
À la fin des années 1990, se fait sentir le besoin de restructurer une gare ayant perdu de sa superbe, rendue non fonctionnelle par des aménagements successifs issus des années 1970 et 1980, et en butte à la saleté et à l'insécurité. Un grand projet de réaménagement est programmé, incluant la gare routière et les quartiers environnants pour l'arrivée du TGV Méditerranée. Par ailleurs, la gare est incluse dans le projet d'aménagement Euroméditerranée. Ce projet de très large envergure vise les secteurs de la ville le long du port de commerce et se prolonge jusqu'aux quartiers jouxtant la gare (la Belle de Mai et Saint-Lazare en particulier). Outre le fait d'améliorer le pôle principal de transport de l'agglomération, le projet vise une requalification des bâtiments et de leurs abords pour une meilleure intégration à un quartier amené à être restructuré. Le projet est signé par l'architecte Jean-Marie Duthilleul, ainsi que Setec Tpi pour la marquise, la façade en pierre précontrainte et la charpente métallique de la couverture.
Une première tranche est livrée en juin 2001 incluant le réaménagement des parkings souterrains, d'une partie de l'entresol et de l'ancien hall (dont la billetterie), d'une partie des bâtiments sud (consigne et salles d'attente) et des quais. La restructuration des quartiers environnants est toujours en cours mais une partie de la modification des circulations est faite avec l'ouverture d'un tunnel sous la gare reliant la ville à l'autoroute A 7 et la mise en place d'un dépose minute en cul-de-sac le long des bâtiments sud, libérant l'esplanade devant la gare de toute circulation automobile. La façade principale du bâtiment est rénovée avec la suppression de l'auvent.
Dans sa partie nord, la construction du nouveau hall, la Halle Honnorat, prolongeant l'ancien, à l'aplomb des bâtiments de la direction régionale, inaugurée le 10 décembre 2007, permet d'agrandir l'espace d'accueil des voyageurs et d'ouvrir la gare vers la faculté la jouxtant et le boulevard Charles-Nédelec. Il s'agit d'une grande halle couverte avec sa Marquise (architecture) soutenant une couverture de 6 400 m2 (160 m de long, 40 m de large et 15 m de hauteur) agrémentée de 24 pins factices plantés sur deux rangées et soutenue par une imposante colonnade blanche extérieure en pierre de Lens prolongeant l'ancienne façade. Outre une surface commerciale importante, ce nouveau hall inclut la gare routière désormais de plain-pied avec les quais des trains. Une nouvelle zone « dépose minute et taxis » est ouverte ainsi que deux niveaux de parking sous ce nouveau hall. Les abords de ce secteur de la gare sont particulièrement soignés, offrant des trottoirs élargis, réduisant l'impact de la circulation automobile, et la gare, précédemment isolée sur une l'esplanade dominant la ville, est alors mieux reliée à un nouveau quartier encore en aménagement autour de la porte d'Aix, grâce à un nouveau parvis.
La fonction de « buffet de la gare » est assurée par le restaurant-terrasse Saint-Charles de l'hôtel Ibis, un fast-food et deux restaurants se situant dans la halle Honnorat.

### Personnes clés
- Paulin Talabot : instigateur de la ligne Marseille – Avignon.
- Eugène Senès : architecte de l'escalier.

### Dates clés
- Le 8 janvier 1848 : inauguration de la gare Saint-Charles, et premier convoi officiel de Marseille à Arles et retour (172 kilomètres en 5 h, sous la neige et la pluie)[9].
- Le 16 janvier 1848 : mise en exploitation publique de la ligne entre Marseille et Rognonas (et Avignon par omnibus à chevaux), par la Société anonyme du chemin de fer de Marseille à Avignon[9].
- Le 20 octobre 1858 : ouverture de la section de ligne entre Marseille et Aubagne, par le PLM.
- Le 15 octobre 1877 : ouverture de la ligne Marseille - Gardanne - Aix-en-Provence, en connexion avec la ligne existante vers Veynes et Gap.
- Noël 1925 : mise en service de l'escalier monumental.
- avril 1927 : inauguration de l'escalier par le président de la République Gaston Doumergue.
- Le 22 juin 1962 : l'électrification en courant continu 1 500 V arrive à Marseille ; inauguration le 26.
- Le 26 septembre 1981, dernier jour de circulation du Mistral ; à partir du lendemain, des TGV circulent vers Paris, grâce à l'ouverture de la ligne à grande vitesse Sud-Est entre Saint-Florentin et Lyon.
- Le 31 décembre 1983, en soirée : un attentat à la bombe se déroule dans la salle des consignes de la gare (causant deux morts et plus de 30 blessés), peu après un autre dans un TGV reliant Marseille à Paris ; ils sont attribués au terroriste Carlos[10].
- Le 10 juin 2001, avec l'ouverture de la LGV Méditerranée, Paris n'est plus qu'à 3 h de Marseille.
- Le 15 décembre 2013, création d'une liaison AVE Marseille – Madrid-Atocha, dans le cadre de Renfe-SNCF en Coopération. Cependant, la dissolution de cette alliance entraîne la suppression de la relation en décembre 2022[11] ; la Renfe la relance seule en juillet 2023, dans le cadre de l'ouverture à la concurrence[12].
- Le 14 décembre 2014, un EuroCity vers Milan, exploité par Thello, est créé ; il est suspendu en 2020 en raison de la pandémie de Covid-19, puis supprimé définitivement en 2021[13].
- Le 1er mai 2015, une liaison Eurostar est créée entre Londres et Marseille, via Lyon et Avignon ; elle est néanmoins supprimée (provisoirement, là encore en raison de la pandémie précitée, voire définitivement) en 2020[14].
- Le 1er octobre 2017, deux femmes sont mortellement poignardées par un terroriste, sur le parvis de la gare. L'État islamique revendique l'attentat dans la soirée[15].

## Fréquentation
De 2015 à 2023, selon les estimations de la SNCF, la fréquentation annuelle de la gare s'élève aux nombres indiqués dans le tableau ci-dessous.
| Année                      | 2015       | 2016       | 2017       | 2018       | 2019       | 2020       | 2021       | 2022       | 2023       |
| -------------------------- | ---------- | ---------- | ---------- | ---------- | ---------- | ---------- | ---------- | ---------- | ---------- |
| Voyageurs                  | 13 686 954 | 13 544 008 | 14 450 431 | 13 681 361 | 14 629 257 | 9 569 704  | 13 225 716 | 16 906 447 | 17 101 341 |
| Voyageurs et non voyageurs | 19 552 792 | 19 348 582 | 20 643 472 | 19 544 802 | 20 898 939 | 13 671 005 | 18 893 880 | 24 152 067 | 24 430 487 |

## Équipements

Schéma du nœud ferroviaire marseillais.

La gare Saint-Charles dispose de 16 voies à quai en impasse desservies en entrée et sortie par quatre voies banalisées. Dès la sortie de la gare, une bifurcation sépare les voies qui se dirigent :
- vers l'est et vers la Côte d'Azur avec la ligne de Marseille-Saint-Charles à Vintimille (frontière) ;
- vers le nord avec :
  - la ligne de Paris-Lyon à Marseille-Saint-Charles, dont la ligne de Combs-la-Ville à Saint-Louis (LGV) se détache au nord de la gare de Saint-Louis-les Aygalades,
  - la ligne de Lyon-Perrache à Marseille-Saint-Charles (via Grenoble) vers Aix-en-Provence, Veynes - Dévoluy, modernisée et partiellement remise à double voie jusqu'à Aix-en-Provence.

Entre ces deux branches, le raccordement des Chartreux, à deux voies, emprunte le tunnel des Chartreux et permet à certains trains d'éviter le rebroussement en gare de Marseille-Saint-Charles.
La ligne de Marseille-Saint-Charles à Marseille-Joliette, à voie unique, relie la gare de Marseille-Saint-Charles à la ligne de L'Estaque à Marseille-Joliette qui dessert toute la zone portuaire ; la création d'un raccordement, en lien avec le déclassement de la première ligne et celui de la section terminale de la seconde, a entraîné la formation de la ligne de L'Estaque à Marseille-Saint-Charles.
Toutes les installations sont électrifiées en courant continu 1 500 V. La ligne vers Vintimille est électrifiée en 25 kV - 50 Hz à partir du point kilométrique 5,4 peu avant la gare de La Pomme.
Un remisage de rames et une rotonde jouxtent les voies, à la sortie de la gare, du côté nord. Le dépôt est situé à proximité de la gare de Marseille-Blancarde.

## Service des voyageurs

### Accueil
La gare dispose de nombreux services destinés aux voyageurs, notamment un bureau d'accueil général, un pour les handicapés et un pour les jeunes voyageurs, une salle d'attente, un salon « grand voyageur », des bornes en libre-service et un espace de vente des titres de transport, un bureau des objets trouvés, un commissariat de police, un bureau de poste, un distributeur de billets de banque, un laboratoire d'analyses médicales, un piano libre d'utilisation.

### Desserte

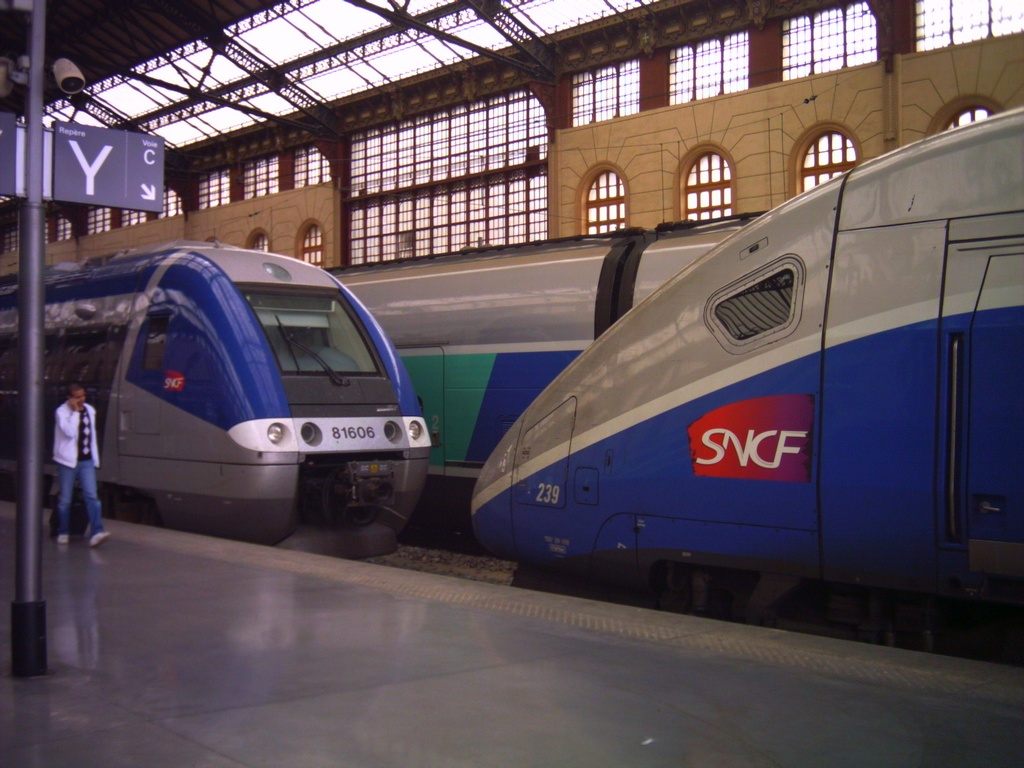
Un autorail X 81600 Bombardier Transport assurant un TER et un TGV Duplex, à quai sur la même voie.

La gare est reliée directement, par TGV (liaisons nationales, la plupart d'entre elles étant sous la marque TGV inOui) :
- à Paris-Gare-de-Lyon en trois heures (meilleur temps ; liaison également effectuée par les trains à bas coûts Ouigo) ;
- aux autres gares TGV de la couronne parisienne : Massy TGV, Marne-la-Vallée - Chessy, Aéroport Roissy Charles-de-Gaulle TGV (dessertes qui incluent les trains Ouigo, certains allant jusqu'à Lille-Flandres ou Tourcoing) ;
- à Lyon-Part-Dieu ;
- aux gares de la LGV Méditerranée : Aix-en-Provence TGV, Avignon TGV et Valence TGV ;
- à Lille-Europe et Arras, par la LGV Nord ;
- au Mans ainsi qu'à Rennes, Angers et Nantes, via Massy TGV ;
- à Rouen et au Havre via Massy - Palaiseau, Versailles-Chantiers et Mantes-la-Jolie ;
- à Dijon, par ligne classique à partir de Mâcon ;
- à Besançon-Franche-Comté TGV, Belfort - Montbéliard TGV, Mulhouse, Strasbourg, Nancy et Metz, par la LGV Rhin-Rhône ;
- à Toulon, Hyères, Les Arcs, Saint-Raphaël, Cannes, Antibes et Nice, par ligne classique.

Des liaisons Intercités relient la gare à Nîmes, Montpellier, Sète, Béziers, Narbonne, Toulouse et Bordeaux.
La desserte internationale est assurée par :
- AVE vers Barcelone et Madrid, via Montpellier-Saint-Roch ;
- TGV inOui vers Francfort-sur-le-Main ;
- TGV Lyria vers Genève voire Lausanne, via Lyon-Part-Dieu et Bellegarde (liaison estivale) ;
- Eurostar (ex-Thalys) vers Bruxelles et Amsterdam (liaison estivale) ;
- TGV inOui vers Bruxelles (toute l'année) ;
- TGV inOui vers Luxembourg.

Une desserte régionale à long parcours (proposant la 1re classe, contrairement aux autres TER), par voitures Corail rénovées ou par automoteurs, est mise en place :
- entre Marseille et Nice via Toulon, Saint-Raphaël, Cannes et Antibes ;
- entre Marseille et Lyon-Part-Dieu, via Arles, Avignon-Centre et Valence-Ville ;
- entre Marseille et Briançon, via Aix-en-Provence et Veynes.

La gare est le point de convergence des lignes du réseau de Transport express régional (TER) Provence-Alpes-Côte d'Azur :
- Marseille – Aubagne – Toulon – Hyères ;
- Marseille – Saint-Antoine – Gardanne – Aix-en-Provence – Pertuis ;
- Marseille – Miramas – Arles – Avignon-Centre ;
- Marseille – L'Estaque – Carry-le-Rouet – Martigues – Port-de-Bouc – Fos-sur-Mer – Miramas (ligne de la Côte bleue) ;
- Marseille – Miramas – Salon-de-Provence – Cavaillon – Avignon-Centre ;
- Marseille – Tarascon – Nîmes – Montpellier – Béziers – Narbonne (TER Provence-Alpes-Côte d'Azur / Occitanie).

### Intermodalité
La gare routière de la place Victor-Hugo, contiguë à la gare Saint-Charles, était progressivement devenue la principale gare pour les liaisons départementales, les anciens terminus du cours Belsunce et de la Porte d'Aix étant progressivement abandonnés au profit de la place Victor-Hugo avec la disparition des derniers tramways puis trolleybus départementaux et surtout l'ouverture de l'autoroute Nord (A7).
Depuis 2005, une nouvelle gare routière a été aménagée sur la rue Honnorat voisine. Cette gare routière, reliée début 2008 à la gare ferroviaire, est l'un des points de convergence du réseau d'autocars métropolitains (La Métropole Mobilité) mais aussi la principale gare du réseau régional (Zou !) et le point de départ de la navette vers l'aéroport Marseille-Provence ; elle est aussi desservie par diverses lignes nationales et internationales, assurées par FlixBus et BlaBlaCar Bus. La place Victor-Hugo sera réaménagée[Quand ?].
Le square Narvik (esplanade sud de la gare) a été rénové à l'occasion de Marseille-Provence 2013 et accueille désormais une partie des lignes urbaines de la ville ainsi que différents espaces (plateforme événementielle, etc.).

#### Transports urbains
La gare est desservie par le réseau de la Régie des transports métropolitains (RTM). Les deux lignes de métro passent sous la gare Saint-Charles, dans la station du même nom :
- la ligne 1 ;
- la ligne 2.

En outre, plusieurs lignes de bus passent également à proximité :
- les lignes 33, 34 et 49, près de la sortie située boulevard Voltaire ;
- les lignes 52 et 56, sur le square Narvik ;
- la ligne 82S, à la gare routière côté Halle Honnorat (quai no 26) ;
- trois lignes de soirée Fluobus : 509, 533 et 582 ;
- une ligne de nuit Noctambus : N2.

À cela s'ajoute une ligne « lecar » : C8.

## Service des marchandises
Cette gare est ouverte au service du fret, pour la desserte en wagons isolés d'installations terminales embranchées.

## Au cinéma et à la télévision
En 1998, pour le clip de la chanson de Faudel Tellement, je t'aime, des scènes ont été tournées notamment à l'extérieur de la gare, sur le grand escalier, et aussi à l'intérieur du bâtiment voyageurs.
Le film Vénus et Fleur d'Emmanuel Mouret, sorti en 2004, s'achève par deux plans tournés dans la gare, l'un sur le quai transversal et l'autre sur le quai desservant les voies D et E.
En 2008, quelques plans de l'intérieur de la gare sont utilisés pour le film À l'aventure.
En 2012, la façade du bâtiment voyageurs ainsi qu'un quai de la gare, avec une rame TGV Dasye où monte puis redescend François Meynard (Guy Lecluyse), sont visibles dans le téléfilm On se quitte plus.
En 2015, la gare est utilisée pour le tournage d'une partie de la publicité Je chante by TGV et Mika.

## Projet de gare souterraine
À l'occasion de la seconde phase du projet « Ligne nouvelle Provence Côte d'Azur », prévue à l'horizon 2035, il est envisagé de construire une nouvelle gare souterraine à Marseille-Saint-Charles. Celle-ci devrait être située sous les voies existantes, en travers d'est en ouest. Elle sera en correspondance avec les quais actuels en surface et accueillera les trains en transit par Marseille-Saint-Charles comme les TGV Paris – Nice ou les TER Vitrolles – Aubagne, leur évitant un rebroussement en gare de surface.
La gare souterraine sera raccordée grâce à de nouvelles voies, implantées en tunnel entre la ligne PLM, à La Delorme, et la ligne de Marseille-Saint-Charles à Vintimille (frontière), à La Parette. Au-delà de la décongestion de la gare de surface par des voies et des quais supplémentaires, cette traversée souterraine évitera aussi le cisaillement de voies pour les trains en transit, afin d'augmenter significativement les capacités de trafic du nœud ferroviaire marseillais.

### Ouvrages
- Maurice Mertens et de Jean-Pierre Malaspina, La légende des Trans-Europ-Express, LR-Presse, 2007.
- Jacques Defrance, Le matériel moteur de la SNCF, NM, Paris, 1969, réédition 1978.
- Lucien Maurice Vilain, L'évolution du matériel moteur et roulant de la Cie Paris-Lyon-Méditerranée (PLM), Vincent-Fréal et Cie, 1971.
- L'Etoile de Veynes, Presses et éditions ferroviaires, 2002.
- H. Lartilleux, Géographie des Chemins de fer français, Chaix, 1956, pages 66 à 74.
- Vie du Rail, Escale à Marseille, numéro spécial no 1915, La Vie du Rail, octobre 1983.
- Jean-Chaintreau, Jean Cuynat et Georges Mathieu, Les Chemins de fer du PLM, La Vie du Rail et La Régordanne, 1993.
- Patricia et Pierre Laederich, André Jacquot et Marc Gayda, Histoire du réseau ferroviaire français, Ormet, Valignat, 1996.
- Revue : "Le Train", avec numéro hors série "Les archives du PLM", tome 1 l'histoire de la Compagnie des origines à 1899, par Jean-Marc Dupuy, paru en 2008.
- Gérard Planchenault, Marseille Saint-Charles, Histoire d'une grande gare, 1847-2007, Alan Sutton, St Cyr-les-Tours, décembre 2008 (NB : ouvrage comportant quelques erreurs à propos des débuts du chemins de fer [voir page discussion]).

### Articles
- « La saga des Nez de cochon », par William Lachenal, in revue Voies Ferrées, no 1, septembre-octobre 1980, p. 6–16.
- « Les débuts du chemin de fer à Marseille », par Pierre Echinard, in revue Marseille, no 169, 1995.
- « Gare de Marseille », in La France des gares, collection Guides Gallimard, 2001.
- « Les débuts du chemin de fer à Marseille », par Pierre Echinard, in revue Marseille, no 216, 2007.
- « La gare Saint-Charles de Marseille, Le dépôt de la gare de Marseille Saint-Charles & L'escalier monumental de la gare Saint-Charles », par Emmanuel Laugier, in revue Marseille, no 216, mars 2007.
- « Un nom, un train Le Rhodanien », par Jean-Pierre Malaspina, revue Voies Ferrées, no 167, mai-juin 2008.